# 朴明顺
朴明順（박명순），北韓政治家，現任職朝鮮勞動黨中央委員會委員及中央檢查委員會副委員長，被認為是該國時任最高領導人金正恩的親信。

## 生平
外界對朴明順所知甚少，韓國統一部的資料顯示她曾經是肅川郡藥材農場管理委員會的委員長。2010年9月的朝鮮勞動黨第三次代表會議中，她被推舉為黨中央委員會中央檢查委員會副委員長。翌年12月，金正日離世，她被繼任人金正恩列入為治葬委員會成員。2016年5月的朝鮮勞動黨第七次代表大會成功留任。2020年4月獲委任為黨中央委員會委員。有消息指她曾出任黨中央委員會副部長，時間未明。

## 資料來源
1. 1 2  . Unikorea.   [2017-11-21]. （原始内容存档于2017-02-21）.
2. ↑  . Tongilnews. 2010-09-29  [2017-11-21]. （原始内容存档于2019-06-06）.
3. ↑  . Ohmynews. 2011-12-19  [2017-11-21]. （原始内容存档于2012-08-29）.
4. ↑  . Tongilnews. 2016-05-10  [2017-11-21]. （原始内容存档于2020-10-08）.
5. ↑  . 勞動新聞. 2020-04-12  [2020-04-13]. （原始内容存档于2020-04-13） （中文）.